# Liste der denkmalgeschützten Objekte in Gallneukirchen
Die Liste der denkmalgeschützten Objekte in Gallneukirchen enthält die 11 denkmalgeschützten, unbeweglichen Objekte der Gemeinde Gallneukirchen in Oberösterreich (Bezirk Urfahr-Umgebung).

## Denkmäler
| Foto |                 | Denkmal                                                                              | Standort                                                               | Beschreibung | Metadaten |
| ---- | --------------- | ------------------------------------------------------------------------------------ | ---------------------------------------------------------------------- | --- | --- |
| ja   | Datei hochladen | Bildstock HERIS-ID: 62461 Objekt-ID: 75013                                           | Badweg 2 (Freibad Altbestand), in der Nähe Standort KG: Gallneukirchen | Die Tabernakelsäule beim Sportzentrum Oberndorf ist mit der Jahreszahl 1684 bezeichnet. | BDA-Hist.: Q38099816 Status: § 2a Stand der BDA-Liste: 2025-06-30 Name: Bildstock GstNr.: 1395/1 Tabernakelsäule (Gallneukirchen)                                               |
| ja   | Datei hochladen | Wohnhaus, ehem. Baderhaus HERIS-ID: 5216 Objekt-ID: 1078                             | Botenstraße 2 Standort KG: Gallneukirchen                              | Urkundlich 1545 als Baderhaus erwähnt und 1887 von der evangelischen Gemeinde gekauft. Weist eine 5-zonige Fassade mit barock geschwungenem Giebel auf. | BDA-Hist.: Q37760709 Status: § 2a Stand der BDA-Liste: 2025-06-30 Name: Wohnhaus, ehem. Baderhaus GstNr.: .136 Baderhaus (Gallneukirchen)                                       |
| ja   | Datei hochladen | Evangelisches Pfarramt HERIS-ID: 13737 Objekt-ID: 9948                               | Hauptstraße 1 Standort KG: Gallneukirchen                              | Das evangelische Pfarramt diente ursprünglich als Starhemberg’sches Pflegschaftsgerichtsgebäude und wurde 1872 von der evangelischen Gemeinde gekauft. Der dreigeschoßige Bau aus der ersten Hälfte des 19. Jahrhunderts besitzt eine spätklassizistische Giebelfassade. | BDA-Hist.: Q38184941 Status: § 2a Stand der BDA-Liste: 2025-06-30 Name: Evangelisches Pfarramt GstNr.: .1 Evangelisches Pfarramt Gallneukirchen                                 |
| ja   | Datei hochladen | Diakonissenheim Bethanien HERIS-ID: 13731 Objekt-ID: 9942                            | Hauptstraße 3 Standort KG: Gallneukirchen                              | Das Diakonissenheim wurde zwischen 1905 und 1909 als breit gelagerter Bau mit zwei übergiebelten Risaliten errichtet. Die Fassade trägt späthistoristische und secessionistische Elemente. | BDA-Hist.: Q38184832 Status: § 2a Stand der BDA-Liste: 2025-06-30 Name: Diakonissenheim Bethanien GstNr.: 115/3 Evangelisches Diakoniewerk Gallneukirchen                       |
| ja   | Datei hochladen | Evang. Pfarrkirche A.B., Christuskirche HERIS-ID: 5220 Objekt-ID: 1082               | neben Hauptstraße 3 Standort KG: Gallneukirchen                        | Die Christuskirche wurde 1905 nach Plänen von Karl Siebold als Gemeinde- und Anstaltskirche des Diakoniewerks errichtet. Der späthistoristische Kirchenbau wurde mit frühgotischen Elementen ausgestattet und beherbergt einen späthistoristischen Altartisch mit Kruzifix. | BDA-Hist.: Q1087315 Status: § 2a Stand der BDA-Liste: 2025-06-30 Name: Evang. Pfarrkirche A.B., Christuskirche GstNr.: .240 Christuskirche Gallneukirchen                       |
| ja   | Datei hochladen | Bürger- und Gasthaus HERIS-ID: 13733seit 2024                                        | Marktplatz 1 Standort KG: Gallneukirchen                               | | BDA-Hist.: Q126122364 Status: Bescheid Stand der BDA-Liste: 2025-06-30 Name: Bürger- und Gasthaus GstNr.: .81                                                                   |
| ja   | Datei hochladen | Brunnen HERIS-ID: 62460 Objekt-ID: 75012                                             | gegenüber Marktplatz 13 Standort KG: Gallneukirchen                    | Der Marktbrunnen mit quadratischem, barocken Becken und klassizistischem Pfeiler inklusive pyramidenförmigen Aufsatz und Kugel ist mit der Jahreszahl 1801 bezeichnet. | BDA-Hist.: Q38099806 Status: § 2a Stand der BDA-Liste: 2025-06-30 Name: Brunnen GstNr.: 1466/4 Brunnen (Gallneukirchen)                                                         |
| ja   | Datei hochladen | Sog. Watzinger-Kapelle, Michaelskapelle, ehem. Karner HERIS-ID: 5219 Objekt-ID: 1081 | Pfarrgasse 2 Standort KG: Gallneukirchen                               | Der ehemalige Karner wurde vermutlich im späten 15. Jahrhundert errichtet. Der freistehende Kapellenbau besitzt einen 3/8-Schluss und einen spätgotischen Dachstuhl. Der Innenraum wurde in drei Geschoße aufgeteilt. | BDA-Hist.: Q37761352 Status: Bescheid Stand der BDA-Liste: 2025-06-30 Name: Sog. Watzinger-Kapelle, Michaelskapelle, ehem. Karner GstNr.: .14 Watzinger-Kapelle, Gallneukirchen |
| ja   | Datei hochladen | Kath. Pfarrkirche hl. Gallus HERIS-ID: 5217 Objekt-ID: 1079                          | Pfarrgasse 4 Standort KG: Gallneukirchen                               | Die ursprünglich romanische Kirche wurde vermutlich in der zweiten Hälfte des 14. Jahrhunderts weitgehend durch einen Neubau ersetzt. Die heutige, spätgotische Pfeilerbasilika besitzt ein fünfjochiges, dreischiffiges Langhaus, einen zweijochigen Chor mit 5/8-Schluss und einen monumentalen, gotischen Turm. Im Inneren finden sich Wandmalereien mit Darstellung der Kreuzigung Christi sowie der Stifterin aus der Zeit um 1430.                                                       | BDA-Hist.: Q1301453 Status: § 2a Stand der BDA-Liste: 2025-06-30 Name: Kath. Pfarrkirche hl. Gallus GstNr.: .15 Stadtpfarrkirche Gallneukirchen                                 |
| ja   | Datei hochladen | Bildstock HERIS-ID: 62462 Objekt-ID: 75014                                           | bei Pfarrgasse 4 Standort KG: Gallneukirchen                           | Der Tabernakelpfeiler aus dem 16. bis 17. Jahrhundert befand sich nördlich der katholischen Pfarrkirche. Am Tabernakel befanden sich seit 1975 Bronzereliefs von Alois Dorn, die eine Pietà, den heiligen Michael, drei weibliche Heilige sowie den heiligen Gallus zeigen. Der Pfeiler wurde bei der Renovierung der Pfarrkirche an die Besitzerfamilie zurückgegeben und wird nach einer Restaurierung am Galgenberg aufgestellt werden. Die Bronzereliefs befinden sich in der Pfarrkirche. | BDA-Hist.: Q38099823 Status: § 2a Stand der BDA-Liste: 2025-06-30 Name: Bildstock GstNr.: 2/1 Tabernakelsäule (Gallneukirchen)                                                  |
| ja   | Datei hochladen | Pfarrhof HERIS-ID: 5218 Objekt-ID: 1080                                              | Pfarrplatz 1 Standort KG: Gallneukirchen                               | Der Pfarrhof wurde Ende des 19. Jahrhunderts als breit gelagerter, dreigeschoßiger Bau mit übergiebeltem Mittelrisalit errichtet. Die Fassade besitzt eine Eckquaderung und eine Putzfaschengliederung. Im Jahre 2013 wird der Pfarrhof grundlegend saniert. | BDA-Hist.: Q37761099 Status: Bescheid Stand der BDA-Liste: 2025-06-30 Name: Pfarrhof GstNr.: .18 Pfarrhof Gallneukirchen                                                        |